# Štefan Vrablec

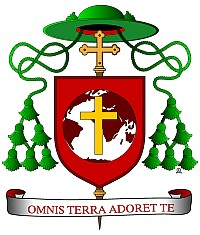
Bischofswappen

Štefan Vrablec (* 21. Februar 1925 in Závod; † 1. September 2017 in Nitra) war ein slowakischer römisch-katholischer Geistlicher und Weihbischof in Bratislava-Trnava.

## Leben
Štefan Vrablec empfing am 23. Dezember 1950 in Rom die Priesterweihe für das Erzbistum Trnava. Während der Herrschaft des kommunistischen Regimes in der Tschechoslowakei konnte er jedoch nicht in die Heimat zurückkehren und war ab 1951 Kaplan in Cesiomaggiore. 1964 wurde er Spiritual in Assisi und ab 1967 war er Redakteur des slowakischen Kyrill-und-Method-Verlags (SÚSCM) in Rom. 1992 wurde er zum Rektor des päpstlichen slowakischen Kyrill und Method-Instituts ernannt, das 1997 in den Rang eines Päpstlichen Kollegs erhoben wurde. Außerdem half er in der Seelsorge im römischen Stadtteil Isola Farnese aus.
Papst Johannes Paul II. ernannte ihn am 19. Juni 1998 zum Weihbischof in Bratislava-Trnava und Titularbischof von Thasbalta. Der Bischof von Nitra Ján Chryzostom Kardinal Korec SJ spendete ihm am 2. Oktober desselben Jahres die Bischofsweihe; Mitkonsekratoren waren Ján Sokol, Erzbischof von Trnava, und Erzbischof Luigi Dossena, Apostolischer Nuntius in der Slowakei.
Am 2. April 2004 nahm Papst Johannes Paul II. seinen altersbedingten Rücktritt an. Er lebte zuletzt im Kloster der Vinzentinerinnen in Nitra, wo er auch starb.
Sein Bruder ist der Theologe Jozef Vrablec.

## Ehrungen und Auszeichnungen
- Ľudovít-Štúr-Orden 1. Klasse (Slowakei)